# Euploea dongo
Euploea dongo är en fjärilsart som beskrevs av William Doherty 1891. Euploea dongo ingår i släktet Euploea och familjen praktfjärilar. Inga underarter finns listade i Catalogue of Life.